# 太仓路
太仓路是上海市黄浦区的一条街道。东起西藏南路，穿越新天地，西至重庆南路。长920米，宽12.0～19.0米，车行道宽7.3～11.0米。

## 历史
20世纪初分段辟筑，最初填埋打铁浜筑路，名为龙江路。1906年以法公董局总董名改名白尔路(Rue Eugine Bard)。1921年以法国驻华公使名改名为蒲柏路(Rue Auguste Boppe)，东段称吴淞江路。1943年全路以江苏太仓改今名，范围最初从重庆南路至普安路。
2012年，太仓路东段延伸至西藏南路，设计行车速度：30公里/小时，路面铺沥青混凝土。

## 沿线历史建筑
- 太仓路127号：中共第一次全国代表大会代表临时宿舍旧址[3]

## 沿线设施（西向东）
- 淮海中路小学
- 新茂大厦
- 上海医药大厦
- 新天地
- 新天地朗廷酒店
- 上海新天地安达仕酒店(嵩山路店)
- 淮海公园
- 上海中医药大学附属曙光医院(西院)

## 交汇道路（西向东）
- 重庆南路
- 淡水路
- 马当路
- 黄陂南路
- 崮山路
- 顺昌路
- 济南路
- 普安路、吉安路
- 崇德路
- 东台路

- 柳林路
- 西藏南路